# Kalex

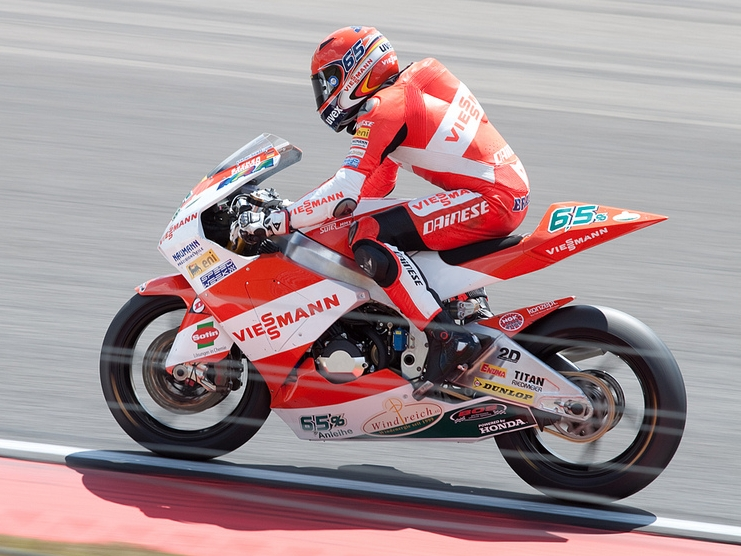
Stefan Bradl com o chassi Kalex

Kalex Engineering é uma companhia motociclística alemã. O nome é uma junção dos fundadores Klaus Hirsekorn e Alex Baumgärtel.

## História
A companhia foi fundada em 2008, em Bobingen na região da Baviera para a Moto2 de 600cc, depois começou a construir chassis para as motos da Pons Racing  e depois as motos para o alemão Stefan Bradl desde 2011 na MotoGP.